# Tropheops microstoma
Tropheops microstoma är en fiskart som först beskrevs av Trewavas, 1935.  Tropheops microstoma ingår i släktet Tropheops och familjen Cichlidae. IUCN kategoriserar arten globalt som sårbar. Inga underarter finns listade i Catalogue of Life.